# علم البيئة الاستوائية
علم البيئة الاستوائية هو دراسة العلاقات بين المكونات الحيوية وغير الحيوية للمناطق الاستوائية، أو المنطقة من الأرض التي تقع بين مدار السرطان ومدار الجدي (23.4378 درجة شمالاً و23.4378 درجة جنوبًا، على التوالي). يشهد المناخ الاستوائي طقسًا حارًا ورطبًا وهطول أمطار على مدار العام. وبينما قد يربط الكثيرون المنطقة بالغابات المطيرة فقط، فإن المناطق الاستوائية موطن لمجموعة كبيرة ومتنوعة من النظم البيئية التي تتمتع بثروة كبيرة من التنوع البيولوجي، من الأنواع الحيوانية الغريبة إلى النباتات النادرة. بدأ علم البيئة الاستوائية بعمل علماء الطبيعة الإنجليز الأوائل وشهد في النهاية إنشاء محطات بحثية في جميع أنحاء المناطق الاستوائية مخصصة لاستكشاف وتوثيق هذه المناظر الطبيعية الغريبة. أدت الدراسة البيئية المزدهرة للمناطق الاستوائية إلى زيادة التعليم البيئي والبرامج المخصصة للمناخ. توفر البيئة الاستوائية ثروة من الموارد الطبيعية للبشر، وهذا يشمل المساهمة في دورة الكربون، مع القدرة على تخزين 50٪ من انبعاثات الكربون وكذلك تدوير 40٪ من الأكسجين العالمي. ومع ذلك، على الرغم من الخدمات الطبيعية التي تقدمها البيئة الاستوائية، تُشكل إزالة الغابات تهديدًا للغابات المطيرة الاستوائية. يمكن استغلال أي نبات ذي أهمية لأغراض تجارية، ويمكن استخراج هذه الأنواع النباتية المحددة بوتيرة سريعة دون إتاحة الوقت الكافي للتجدد الصحي.

## الأصول
يمكن تتبع جذور علم البيئة الاستوائية إلى رحلات علماء الطبيعة الأوروبيين في أواخر القرن التاسع عشر وأوائل القرن العشرين. أبحر رجال يمكن اعتبارهم علماء بيئة مبكرين مثل ألكسندر فون همبولت وتوماس بيلت وهنري والتر بيتس وحتى تشارلز داروين إلى مواقع استوائية وكتبوا على نطاق واسع عن النباتات والحيوانات الغريبة التي واجهوها. في حين انجذب العديد من علماء الطبيعة ببساطة إلى الطبيعة الغريبة للمناطق الاستوائية، يزعم بعض المؤرخين أن علماء الطبيعة أجروا دراساتهم على الجزر الاستوائية من أجل زيادة احتمالية أن يؤدي عملهم إلى تغيير اجتماعي وسياسي.

## الحفاظ والإدارة

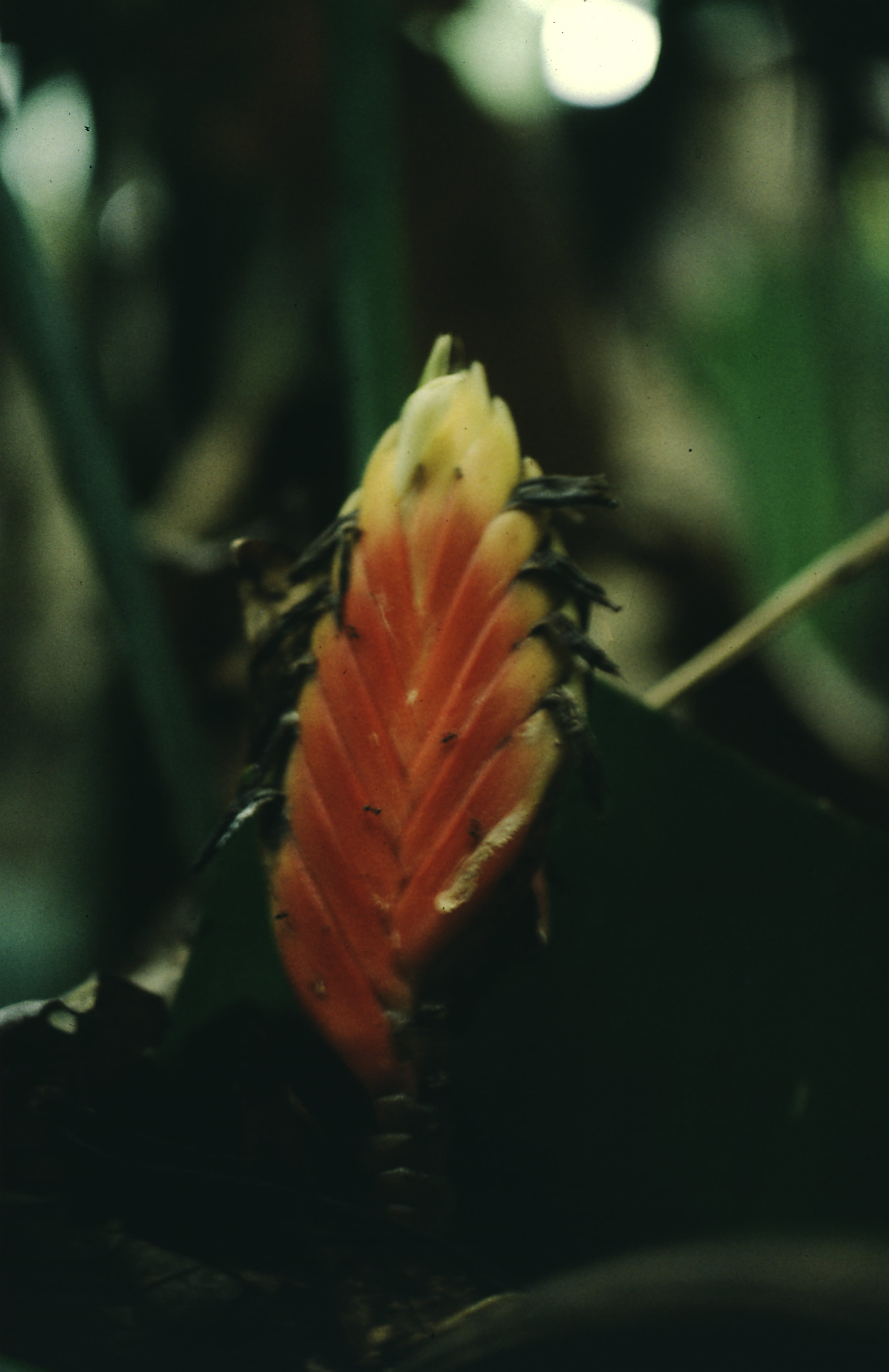
إزهار استوائي في الغابات المطيرة الإكوادورية

المناطق الاستوائية هي نقاط ساخنة للتنوع البيولوجي، لذلك فإن جهود الحفظ ضرورية للتركيز عليها في هذه الأماكن. يمكن ملاحظة العديد من الأنواع والحفاظ عليها في المناطق الاستوائية. تحظى المناطق الاستوائية باهتمام كبير عندما يتعلق الأمر بالحفاظ والإدارة بسبب زيادة الوعي العام بأهمية النظم البيئية الاستوائية والحساسية التي يجب التعامل معها. على سبيل المثال، في المناطق الأحيائية العشبية الاستوائية، تم تحديد أن حيوانات مناطق أو أقاليم معينة لوحظ أنها تحتوي على أنواع متوطنة متعددة، مما يوفر بعض الرؤى حول عمر وأصل الأنظمة العشبية الاستوائية بشكل أساسي. قد يكون البدء بجهود الحفاظ على البيئة في المناطق الاستوائية أمرًا صعبًا، إذ طوّرت العديد من المجتمعات ثقافةً بيئيةً في مواقع عديدة. في كثير من الحالات، يعتمد الناس على بعض جوانب البيئة كمصدر رزق لهم. لتدابير الحفاظ فوائد متعددة للنظام البيئي والمجتمع. للحفاظ على النظم البيئية الاستوائية فوائد صحية واقتصادية وبيئية، ويتطلب الحفاظ على هذه الفوائد التواصل بين السكان المحليين والحكومات والجهات المعنية. يُسهّل التواصل بين هذه المجموعات الاستفادة القصوى من الحفاظ على النظم البيئية الاستوائية. لذلك، سيؤدي فقدان المناطق الاستوائية إلى فقدان العديد من أنواع التنوع البيولوجي والمجتمعات المحلية، والعمليات الطبيعية، وحتى الكائنات الحية التي تعتمد عليها، مما سيُواجه عواقب وخيمة.

## الجغرافيا الحيوية التاريخية للمناطق الاستوائية
لقد تغيرت البيئة الاستوائية بمرور الوقت نتيجة للجغرافيا الحيوية الديناميكية. الجغرافيا الحيوية هي التوزيع الجغرافي للنباتات والحيوانات ولها تأثير كبير على مسار التطور. يعد فهم الجغرافيا الحيوية التاريخية للمناطق الاستوائية أمرًا مهمًا لمعرفة أصول التنوع البيولوجي. يتأثر التطور في جميع أنحاء العالم بالتوزيع المتغير للأنواع في النظم البيئية الاستوائية لأن العديد من الأنواع يمكن إرجاعها إلى أسلاف استوائية. تتطور الأنواع بسرعة في المناطق الاستوائية وتغير بيئة الموائل.
وينطبق ذلك على الأنواع البحرية والبرية، والأنواع الشمالية والجنوبية، والأنواع ذات الدم الحار والبارد، والأنواع المتفرقة النشطة وغير النشطة. ومن خلال التحول إلى التاريخ الجغرافي الحيوي للمناطق الاستوائية، نكتسب فهمًا أعمق لكيفية تطور البيئة الاستوائية الحالية.

## وصلات خارجية
جمعية الأحياء الاستوائية